# Pakefield
Pakefield – osada w Anglii, w Suffolk, w dystrykcie East Suffolk. W 2011 osada liczyła 6563 mieszkańców. Pakefield jest wspomniana w Domesday Book (1086) jako Pagafella/Paggefella.